# Ремизов, Константин Фёдорович
Константин Фёдорович Ремизов — советский военный деятель, генерал-лейтенант.

## Биография
Родился в 1894 году в городе Чёрный Яр. Член КПСС.
Окончил Ташкентское военное училище, Чистопольскую школу прапорщиков, Академические курсы усовершенствования Военной академии тыла и снабжения РККА.
Участник гражданской войны: командир отряда Чистопольского Совета рабочих и крестьянских депутатов, начальник отдела «Всеобуч», начальник штаба Степного боевого участка в Енотаевском уезде Астраханской губернии и 11-й армии, начальник отдела, заместитель командира 2-го Казанского территориального полка, начальник полка, округа Чистопольского кантонного комиссариата и 2-й запасной армии.
В межвоенное время — начальник управления «Всеобуч», начальник мобилизационного отдела, начальник 5-го отдела Приволжского военного округа, начальник планового отдела, заместитель начальника Управления снабжения патрубо-взрывообъединения, помощник начальника Военной академии механизации и моторизации РККА им. Сталина по материально-техническому обеспечению в Москве, Военно-транспортной академии им. Кагановича по материально-техническому обеспечению в Ленинграде.
Участник Великой Отечественной войны: начальник организационного отдела штаба, заместитель начальника штаба Главного автомобильного управления Тыла КА, начальник штаба тыла 1-го Украинского фронта
В 1945—1948 гг. — начальник штаба тыла Центральной группы войск.
Кавалер Серебряного Креста ордена Virtuti Militari.
В 1948—1950 гг. — начальник тыла ЦГВ.
В 1950—1953 гг. — главный интендант ВМС СССР.
В 1953—1955 гг. — заместитель главного интенданта Министерства обороны СССР.
Умер в 1961 году в Москве.

## Награды
- Орден Ленина
- Орден Красного Знамени (трижды)
- Орден Богдана Хмельницкого II степени
- Орден Отечественной войны I степени
- Орден Красной Звезды